# Takeshi Seyama
Takeshi Seyama (瀬山武司, Seyama Takeshi), né en 1944, est un monteur japonais.

## Biographie
Takeshi Seyama est le fondateur en 1992 de la société Seyama Editing Room spécialisée dans le montage d'anime. Il a dirigé le montage de nombreuses séries et films d'animation japonaise, notamment les longs métrages de réalisateurs comme Hayao Miyazaki, Isao Takahata, Katsuhiro Ōtomo et Satoshi Kon.